# Kobitzsch

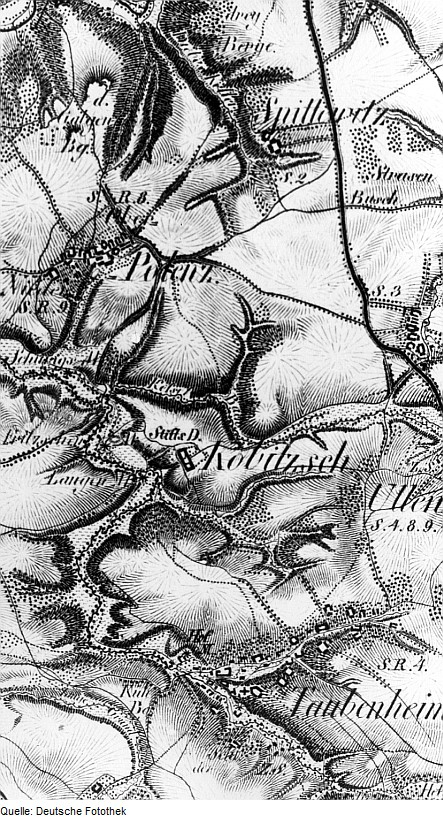
Kobitzsch und Nachbarorte auf einer Karte aus dem 19. Jahrhundert

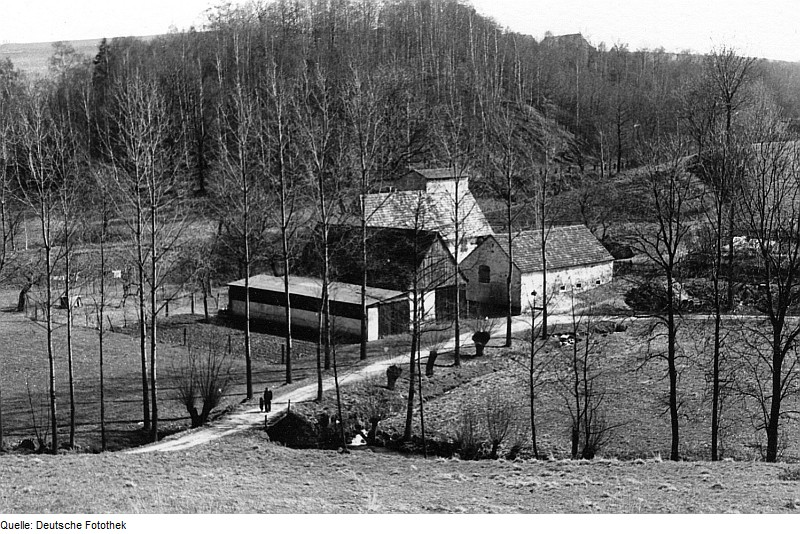
Niedermühle bei Kobitzsch, 1980

Kobitzsch ist ein Ortsteil der Gemeinde Klipphausen im Landkreis Meißen, Sachsen.

## Geographie
Kobitzsch liegt im Meißner Hochland zwischen Wilsdruff, Nossen und Meißen. Der Weiler, mit Abstand kleinster Ortsteil Klipphausens, ist umgeben von den anderen zu der Gemeinde gehörenden Ortsteilen Kettewitz im Westen, Piskowitz im Südwesten, Taubenheim im Süden und Ullendorf im Südosten. Östlich benachbart liegt Riemsdorf und nördlich Polenz. Der Ortskern von Kobitzsch liegt am Riemsdorfer Weg auf der Anhöhe zwischen dem Tal der Kleinen Triebisch und dem Tal des aus Ullendorf kommenden Kesselbachs. Zwei Einbogenbrücken über die Kleine Triebisch bei Kobitzsch stehen unter Denkmalschutz (siehe Liste der Kulturdenkmale in Taubenheim). Zu Kobitzsch gehört auch die seit mindestens 1726 bestehende Niedermühle (auch Fritzschen- oder Rendlermühle) an der Kleinen Triebisch, die Obermühle (auch Langenmühle) wurde in der DDR-Zeit abgerissen. Beide arbeiteten noch 1955.

## Geschichte
Erstmals erwähnt wurde der Weiler 1334 als „Quabichs“. Im Lauf der Jahrhunderte wandelte sich der Ortsname unter anderem über die Stationen „Quabs“, „Qwabitcz“, „Quabitsch“, „Kowacz“ und „Kowietz“ hin zur heutigen Schreibweise, die 1551 belegt ist. Um Kobitzsch, dessen Bewohner sich ihr Einkommen in der Landwirtschaft verdienten, erstreckte sich eine 76 Hektar umfassende Großblockflur. Die Grundherrschaft oblag dem Meißner Domkapitel, nach der Reformation verwaltete das Stiftsamt Meißen den Weiler. Auf dem rechts abgebildeten Ausschnitt der Oberreitschen Karte von 1821 besteht Kobitzsch aus einem einzelnen Großgut, das als „Stifts D.“ (Stiftsdominium) gekennzeichnet ist. Aus diesem erhielten bei der Bodenreform ab 1945 sieben Neubauern Land und Gebäude zugeteilt. Für sie entstanden vier Neubauernhäuser.
Im Jahre 1856 gehörte Kobitzsch zum Gerichtsamt Meißen und kam danach zur Amtshauptmannschaft Meißen, aus der der gleichnamige Landkreis hervorging. Auf Grundlage der Landgemeindeordnung von 1838 erlangte der Weiler Selbstständigkeit als Landgemeinde, verlor diese Selbständigkeit aber am 1. April 1937 durch seine Eingemeindung nach Ullendorf. Als dessen Teil kam Kobitzsch 1950 zu Taubenheim, das wiederum seit 2004 zu Triebischtal gehört. Eingepfarrt war und ist Kobitzsch ebenfalls nach Taubenheim. Seit dem 1. Juli 2012 ist der Ort Teil der Gemeinde Klipphausen.

### Einwohnerentwicklung
| Jahr | Einwohner                    |
| ---- | ---------------------------- |
| 1551 | 3 besessene Mann, 2 Inwohner |
| 1764 | 3 besessene Mann             |
| 1834 | 23                           |
| 1871 | 35                           |
| 1890 | 27                           |
| 1910 | 31                           |
| 1925 | 28                           |
| 1939 | siehe Ullendorf              |